# Noraogo Sawadogo
Noraogo Sawadogo est un scénariste, producteur et éducateur burkinabé. Sa carrière débute en tant que chroniqueur littéraire dans un quotidien burkinabé, puis évolue vers la scénarisation de bandes dessinées pour enfants, de séries télévisées et de films. Parmi ses œuvres, on compte les séries telles que Taxi-brousse, Commissariat de Tampy, L'As du lycée, ainsi que les films En attendant le vote, Le Fauteuil, Cellule 512 et Le complot.

## Biographie

### Études et débuts
Sawadogo poursuit des études universitaires à l'Université de Ouagadougou, où il obtient une licence en Lettres modernes de l'Institut Supérieur des Langues, des Lettres et des Arts (INSULLA) en 1991, suivi d'un Certificat d'aptitude à la profession d'enseignant du secondaire (CAPES) en français en 1994. En 2005, il décroche un diplôme d'études supérieures spécialisées (DESS) en management des projets à l'Institut Africain de Professionnalisation en Management (IAPM).

## Carrière

### Éducation
Il commence sa carrière professionnelle en tant d'enseignant de français. Ses fonctions l'amènent à enseigner successivement au Lycée Diaba Lompo à Fada N'Gourma de 1994 à 1997, puis de 1997 à 1998 au Lycée Nelson Mandela de Ouagadougou. À partir de septembre 1999, il occupe un poste de Chef du Service des Études, des Prêts et des Aides au Fonds National pour l'Éducation et la Recherche (FONER), où il continue de servir en tant que Directeur Régional du Centre.

### Cinématographique
Parallèlement à son poste d'enseignant, Noraogo Sawadogo se tourne vers la scénarisation. Ses débuts se font dans le domaine de la bande dessinée, où il collabore avec le journal "Le Pays" sur une rubrique qui s’appelle ”les nouvelles du vendredi”, obtenant plusieurs récompenses, notamment le prix de la Semaine Nationale de la Culture (SNC) en 1998 et le prix spécial UNICEF . Sa carrière prend forme la série télévisée Taxi-brousse, fruit d'une coproduction entre le Burkina Faso et le Bénin. Par la suite, il établit une collaboration fructueuse avec le réalisateur Missa Hébié, participant à divers projets dont Commissariat de Tampy, L'As du lycée, et Le Fauteuil. Ces productions sont saluées par plusieurs distinctions telles que le Prix RFI du Public, la Mention Spéciale du Jury SIGNIS, la Mention Spéciale des Droits de l'Homme ainsi que le prix de la meilleure interprétation féminine au Festival "Écrans Noirs" de Yaoundé pour le long métrage Le Fauteuil. En qualité de scénariste, il apporte sa contribution à de nombreuses séries et films. Par ailleurs, il s'aventure dans la production en assumant les rôles de producteur et de producteur délégué sur divers projets, parmi lesquels En attendant le vote... et Ali le millionnaire.
Le film Cellule 512, réalisé par Missa Hebié et pour lequel il officie en tant que scénariste, se trouve en lice dans la compétition officielle des longs métrages pour l'Étalon du Yennenga lors du FESPACO 2015. De plus, il contribue aussi à l'écriture de deux séries figurant dans la catégorie compétition officielle série: Eh les hommes, eh les femmes de Apolline Traoré, et Tôt ou tard de Bernard Yaméogo.

## Filmographie

### Scénariste
- Commissariat de Tampy (2000)
- L'As du lycée
- Taxi Brousse (1997)
- Le Fauteuil (2009)
- Cellule 512 (2015)[9],[10]
- Le complot (2016)
- Petit Sergent de Adama Roamba
- Paré pour la contre attaque, Raymond TIENDRE
- Le mussumurgu, court métrage de Habibou Zoungrana
- Ali le millionnaire[11], court métrage de Inoussa KABORE
- Affaires publiques, produite par la RadioTélévision du Burkina Faso (RTB)
- Celibatorium, Adama Rouamba
- Noces croisées, long métrage
- L'Impasse, court métrage
- La Crèche de Ahmed, série télévisée pour enfants, Bernard YAMEOGO

### Producteur
- En attendant le vote...
- STOP Corruption, série télévisée (une adaptation de la bande dessinée «Kouka» )[12],[13]
- L'As du lycée
- Ali le millionnaire
- Le Fauteuil, producteur délégué
- Documentaires sur l'initiative "Aide et Action"

## Bandes dessinées
- Bandes dessinées dans le journal "le Pays"
- Kouka, en coproduction avec le Ren-Lac[14],[15],[16]
- Citoyenneté de la femme et Élections, 8 bandes dessinées produites par le Centre Afrika Obota
- Le Lévirat

## Distinctions
- Lauréat du 1er prix en bandes dessinées de la SNC (semaine nationale de la culture) édition 1998.
- Lauréat du prix spécial UNICEF en bandes dessinées de la SNC édition 1998.
- 2e prix en bande dessinée, Le Levirat à la SNC édition 2002
- Chevalier de l'Ordre du mérite Burkinabè agrafe Littérature écrite[17].
- Scénariste de l'année 2016 aux 12 PCA[18]
- Prix Oumarou GANDA, le Prix RFI CINEMA DU PUBLIC et le Prix de la CEDEAO, Prix Africa numérique, Le Fauteuil de Missa HEBIE
- Prix de la meilleure interprétation féminine avec l'actrice principale Norah Kafando au Festival "Écrans Noirs" de Yaoundé  en juin 2009, Le Fauteuil.
- Mention Spéciale du Jury SIGNIS
- Mention Spéciale des Droits de l'Homme.
- Prix LONAB de l'Intégration africaine, court métrage Impasse de Issa SAGA
- Prix de l'Aéroport International de Genève à la 9e Edition du Festival "CINEMA TOUT ECRAN de GENEVE", Taxi brousse avec les épisodes "cicatrices" et "excisions"
- Prix de la meilleure série TV Vidéo, Fespaco 2009, l'As du Lycée de Missa Hébié.
- Prix Africa numérique au Festival Vue d'Afrique à Montréal au Canada en février 2009

## Engagement culturel
Au-delà de ses activités créatives, Noraogo Sawadogo occupe un siège au sein du Conseil d'Administration du Bureau Burkinabè du Droit d'Auteur (BBDA) et participe à l'élaboration de réglementations destinées à améliorer les conditions de travail des artistes dans le pays.